# Intérieur à Nice (Matisse, Saint-Louis)
Pour les articles homonymes, voir Intérieur à Nice.
Intérieur à Nice est un tableau réalisé par le peintre français Henri Matisse vers 1919, pendant sa période niçoise. Cette huile sur toile représente l'intérieur d'une chambre d'hôtel de Nice dans laquelle une femme se tient assise près d'une porte qui donne sur un balcon en surplomb de la plage et de la mer Méditerranée. Acquise auprès de l'artiste par la galerie Bernheim-Jeune, à Paris, l'œuvre passe par la suite par la galerie d'art Albright, à Buffalo, dans l'État de New York, aux États-Unis. Elle est aujourd'hui conservée au musée d'Art de Saint-Louis, à Saint-Louis, dans le Missouri, cet établissement l'ayant acquis en 1945 auprès du marchand d'art Theodore Schempp.